# Jiří Kalach

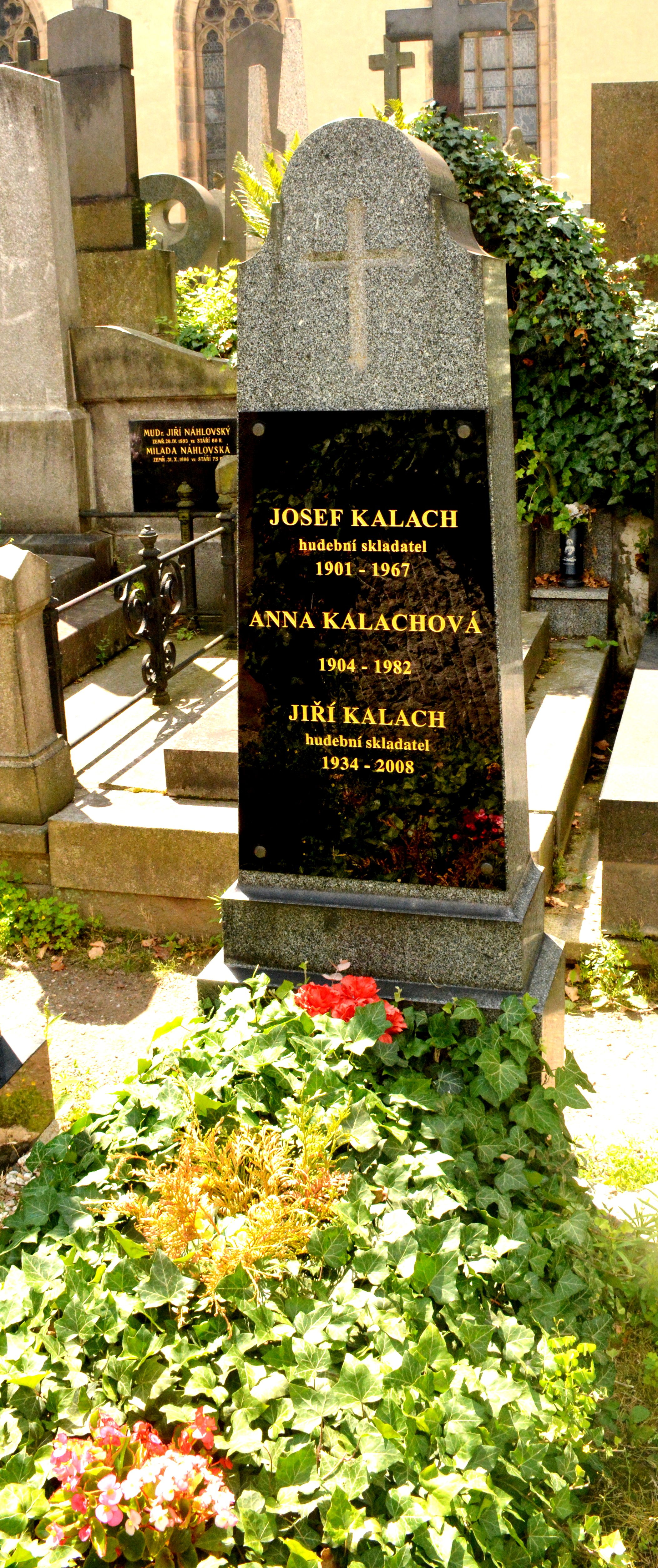
Hrob Jiřího Kalacha a jeho otce Josefa Kalacha (Vyšehradský hřbitov, Praha)

Jiří Kalach (9. března 1934 Praha – 20. dubna 2008 Praha) byl český hudební skladatel.
Od 90. let 20. století působil coby dramaturg Symfonického orchestru Českého rozhlasu v Praze. Pocházel z hudebnické rodiny, jeho otec Josef Kalach byl také hudebním skladatelem. Po absolutoriu konzervatoře a pražské AMU započalo jeho působení na poli české hudby na přelomu 50. a 60 let 20. století.
Jeho dílo zahrnuje hudbu filmovou, scénickou, symfonickou (celkem 20 skladeb, z toho pět symfonií), komorní (celkem 11 skladeb, z toho šest smyčcových kvartet a dvě klavírní sonáty) jakož i hudbu vokální.
Je pochován na Vyšehradském hřbitově v Praze.

## Dílo, výběr

### Orchestrální skladby
- 1960 Symfonietta pro smyčce
- 1961 Koncert pro flétnu a orchestr
- 1964 I. symfonie
- 1967 Koncert pro violoncello a orchestr
- 1968 Concerto per orchestra da camera
- 1972 Koncert pro housle a orchestr
- 1977 II. symfonie
- 1978 Koncert pro orchestr
- 1978 III. symfonie
- 1979 Erasmus. Symfonická meditace pro housle a orchestr
- 1979 Koncert pro 2 housle a orchestr
- 1980 Sonáta pro smyčcový orchestr
- 1980 IV. symfonie
- 1981 Concerto per archi
- 1983 V. symfonie
- 1984 Concerto grosso pro smyčce
- 1985 Partita per orchestra
- 1986 Erasmus, meditace pro housle a orchestr
- 1988 In memoriam pro violu a orchestr
- 1990 Česká rapsódie pro orchestr
- 1992 Předehra na barokní téma pro orchestr

### Komorní hudba
- 1958 I. sonáta pro housle a klavír
- 1963 II. sonáta pro housle a klavír
- 1971 IV. smyčcový kvartet
- 1974 V. smyčcový kvartet
- 1974 I. klavírní sonáta
- 1974 II. klavírní sonáta
- 1981 Responsoria pro klavír a smyčcové kvarteto
- 1982 Ottetto pro dechové nástroje
- 1982 VI. smyčcový kvartet
- 1983 III. sonáta pro housle a klavír
- 1986 Smyčcový kvintet se dvěma violami
- Invokace "Neznámému bohu" pro housle a klavír
- Rapsodie pro violoncello a klavír

### Vokální hudba
- 1984 Lukomo. Rapsodie pro sólové housle, smíšený sbor, harfu a bicí nástroje
- 1989 Hommage à Albert Schweitzer pro smíšený sbor, varhany a orchestr
- 1990 Země, která nám dala zrození. Kantáta na slova Josefa Hory pro komorní smíšený sbor, alt, baryton a devět nástrojů

### Filmová hudba
- 1969 Smuteční slavnost (režie Zdeněk Sirový)